# GTB Nagar
A GTB Nagar (em hindu, जीटीबी नगर) é um estação de metrô localizada na Linha Amarela no Metrô de Deli no Gru Teg Bahadur Nagar (Kingsway Camp).